# Mercer (condado de Iron, Wisconsin)
Mercer es un pueblo ubicado en el condado de Iron en el estado estadounidense de Wisconsin. En el Censo de 2010 tenía una población de 1.407 habitantes y una densidad poblacional de 2,94 personas por km².

## Geografía
Mercer se encuentra ubicado en las coordenadas 46°9′21″N 90°7′58″O / 46.15583, -90.13278. Según la Oficina del Censo de los Estados Unidos, Mercer tiene una superficie total de 478.47 km², de la cual 435.91 km² corresponden a tierra firme y (8.9%) 42.56 km² es agua.

## Demografía
Según el censo de 2010, había 1.407 personas residiendo en Mercer. La densidad de población era de 2,94 hab./km². De los 1.407 habitantes, Mercer estaba compuesto por el 98.65% blancos, el 0% eran afroamericanos, el 0.43% eran amerindios, el 0.64% eran asiáticos, el 0% eran isleños del Pacífico, el 0% eran de otras razas y el 0.28% pertenecían a dos o más razas. Del total de la población el 0.36% eran hispanos o latinos de cualquier raza.